# Campeonato de Finlandia de Ciclismo Contrarreloj
Los Campeonatos de Finlandia de Ciclismo Contrarreloj se organizan anual e ininterrumpidamente desde el año 1999 para determinar el campeón ciclista de Finlandia de cada año, en la modalidad. 
El título se otorga al vencedor de una única carrera, en la modalidad de Contrarreloj individual. El vencedor obtiene el derecho a portar un maillot con los colores de la bandera de Finlandia hasta el campeonato del año siguiente, solamente cuando disputa pruebas contrarreloj.

## Palmarés
| Año  | Ganador           | Segundo           | Tercero             |
| 1994 | Mika Hietanen     | -                 | -                   |
| 1995 | -                 | -                 | -                   |
| 1996 | Joona Laukka      | -                 | -                   |
| 1997 | Mika Hietanen     | -                 | -                   |
| 1998 | Mika Hietanen     | -                 | -                   |
| 1999 | Mika Hietanen     | Joona Laukka      | Jukka Heinikainen   |
| 2000 | Christian Selin   | Jukka Heinikainen | Joona Laukka        |
| 2001 | Jukka Heinikainen | Joona Laukka      | Matti Helminen      |
| 2002 | Jukka Heinikainen | Jussi Veikkanen   | Matti Helminen      |
| 2003 | Matti Helminen    | Jukka Heinikainen | Kjell Carlström     |
| 2004 | Jukka Vastaranta  | Kimmo Kananen     | Jussi Veikkanen     |
| 2005 | Tommi Martikainen | Jarmo Rissanen    | Matti Helminen      |
| 2006 | Matti Helminen    | Jarmo Rissanen    | Jussi Veikkanen     |
| 2007 | Matti Helminen    | Jarmo Rissanen    | Pasi Ahlroos        |
| 2008 | Matti Helminen    | Jussi Veikkanen   | Jarmo Rissanen      |
| 2009 | Jarmo Rissanen    | Matti Helminen    | Marko Leppämäki     |
| 2010 | Matti Helminen    | Jarmo Rissanen    | Rainer Aaltonen     |
| 2011 | Aki Turunen       | Matti Helminen    | Tommi Martikainen   |
| 2012 | Matti Helminen    | Jarmo Rissanen    | Tommi Martikainen   |
| 2013 | Samuel Pökälä     | Aki Turunen       | Jarmo Rissanen      |
| 2014 | Samuel Pökälä     | Juho Saarinen     | Samuel Halme        |
| 2015 | Samuel Pökälä     | Matti Helminen    | Jussi Veikkanen     |
| 2016 | Samuel Pökälä     | Tommi Martikainen | Sasu Halme          |
| 2017 | Sasu Halme        | Matti Helminen    | Samuel Pökälä       |
| 2018 | Johan Nordlund    | Tommi Martikainen | Trond Larsen        |
| 2019 | Ukko Peltonen     | Matti Helminen    | Oskari Vainionpää   |
| 2020 | Ukko Peltonen     | Matti Hietajärvi  | Anti-Jussi Juntunen |
| 2021 | Matti Hietajärvi  | Ukko Peltonen     | Markus Auvinen      |
| 2022 | Riku Övermark     | Markus Auvinen    | Vladyslav Makogon   |
| 2023 | Vladyslav Makogon | Riku Övermark     | Trond Larsen        |
| 2024 | Trond Larsen      | Axel Källberg     | Vladyslav Makogon   |
| 2025 | Trond Larsen      | Mikhail Utkin     | Sampo Malinen       |